# Budwity (jezioro)
Jezioro Budwity, Budwickie, Jezioro Piniewo, (niem. Bauditter See) – jezioro w Polsce, położone w województwie warmińsko-mazurskim, w powiecie ostródzkim, w gminie Małdyty.

## Charakterystyka
Jezioro leży na północ od wsi Budwity i na południe od wsi Awajki, w sąsiedztwie Kanału Elbląskiego, z którym łączy się szerokim ciekiem. Długość linii brzegowej wynosi 3250 m. W południowej części jeziora wpada strumień, płynący od wsi Budwity, w północnej wypływa ciek, wpadający do Kanału Elbląskiego. Jezioro o wysokich brzegach, otoczone polami i łąkami. Jezioro było użytkowane przez Zakład Rybacki Bogaczewo Sp. z o.o. Występuje tu sandacz, szczupak, lin.
Kształt jeziora Budwity został znacznie zmieniony podczas budowy Kanału Elbląskiego. Budowniczy kanału, Georg Jacob Steenke podczas prowadzonych w latach 1844-1861 prac obniżył poziom jeziora Budwity (i sąsiedniego jeziora Sambród) o ponad 5,5 m, aby zrównać go z poziomem jeziora Jeziorak, które uczynił bazowym zbiornikiem wody dla kanału. Usuwaną wodę odprowadzono Drwęcą do Wisły. Znaczne wypłycenie spowodowało tendencję do zarastania jeziora: pierwotnie kanał Elbląski przechodził przez jego północny koniec, który z biegiem lat zwęził się w kanalik.
Według Leydinga, jezioro miało powierzchnie 44,68 ha